# Zębiełek kenijski
Zębiełek kenijski (Crocidura ultima) – gatunek drapieżnego ssaka z podrodziny zębiełków (Crocidurinae) w obrębie rodziny ryjówkowatych (Soricidae). Słabo poznany ssak, występujący w Afryce Wschodniej; według Międzynarodowej Unii Ochrony Przyrody nie jest znany status zagrożenia.

## Taksonomia
Gatunek po raz pierwszy zgodnie z zasadami nazewnictwa binominalnego opisał w 1915 roku brytyjski zoolog Guy Dollman w artykule poświęconym afrykańskim ryjówkowatym należącym do rodzaju Crocidura, opublikowanym w czasopiśmie The Annals and magazine of natural history; Dollman umieścił nowo opisany gatunek w rodzaju Crocidura i nadał mu epitet gatunkowy ultima. Miejsce typowe to Jombeni Range, na wysokości 5000 ft (1524 m), dystrykt Nyeri, Kenia. Holotyp to dorosły osobnik (sygnatura BMNH Mammals 1912.7.1.60) zebrany 16 października 1911 roku przez angielskiego myśliwego Arthura Blayneya Percivala.
W 1977 roku Crocidura ultima został umieszczony w obrębie Crocidura monax jako jego młodszy synonim, jednak późniejszy autorzy uznali go za odrębny gatunek. Potrzebne są dalsze badania oparte na analizach filogenetycznych, aby określić jego pokrewieństwo z innymi gatunkami z obrębu Crocidura. Autorzy Illustrated Checklist of the Mammals of the World uznają ten gatunek za monotypowy.

### Etymologia
- Crocidura: gr. κροκις krokis lub κροκός krokos ‘kosmyk wełny, przędza’; ουρα oura ‘ogon’[14].
- ultima: łac. ultimus ‘najdalszy, krańcowy, ostatni’, forma wyższa od ultra ‘za, poza’[15].

## Zasięg występowania
Zębiełek kenijski znany jest tylko z miejsca typowego w zachodnio-środkowej Kenii w Jombeni Range w pobliżu Nyeri; może występować również w górach Aberdare.

## Morfologia
Długość ciała (bez ogona) 90 mm, długość ogona 62 mm, długość ucha 13 mm, długość tylnej stopy 16 mm; brak szczegółowych danych dotyczących masy ciała. Zębiełek kenijski to duży zębiełek. Futro na grzbiecie koloru czerwonawo-brązowego z szarymi cętkami, natomiast na brzuchu jest bardziej szare. Górna część stóp jest jasnobrązowa, a pazury na tylnych stopach są nieco dłuższe niż na przednich. Ogon jest stosunkowo długi (stanowi około 70% długości głowy i ciała), jednobarwny, żółtawobrązowy i pokryty bardzo krótkimi brązowawymi włoskami i przeplatanymi szczeciniastymi włoskami. Czaszka jest szeroka, z tępo zakończonym rostrum. Wymiary czaszki holotypu podane przez Dollmana (w mm): długość od kłykcia potylicznego do siekacza 22,9; największa szerokość 10,2; najmniejsza szerokość międzyoczodołowa 5,3; długość podniebienia 9,3; długość postpalatalna 10; największa szerokość szczęki 6,8; długość górnego rzędu zębów 10,2. Zęby są małe – M3 jest szeroki, natomiast M3 ma entokonid na talonidzie. Wzór zębowy: I {\displaystyle {\tfrac {3}{2}}} C {\displaystyle {\tfrac {1}{0}}} P {\displaystyle {\tfrac {1}{1}}} M {\displaystyle {\tfrac {3}{3}}} (x2) = 28 z trzema zębami jednoguzkowymi, z których drugi jest mniejszy od trzeciego i zachodzi na niego.

## Ekologia
Ekologia i biologia bardzo słabo poznane. Obserwowany w górskim, wilgotnym lesie tropikalnym na wysokości około 1524 m n.p.m. Prowadzi ziemny tryb życia. Brak informacji na temat rozrodu, wychowu młodych, składu pożywienia, areałów osobniczych czy organizacji społecznych.

## Status zagrożenia
W Czerwonej księdze gatunków zagrożonych Międzynarodowej Unii Ochrony Przyrody i Jej Zasobów został zaliczony do kategorii DD (ang. data deficient ‘brak danych’). Jako że zębiełek kenijski znany jest jedynie z holotypu odłowionego ponad 100 lat temu, nieznany jest stan jego populacji. Prawdopodobnie głównymi zagrożeniami dla tego gatunku są działania człowieka, w tym wkraczanie do lasów, osadnictwo i wylesianie. Konieczne są dalsze badania dotyczące rozmieszczenia geograficznego, historii naturalnej i zagrożeń dla tego mało znanego gatunku.